# Cormac Comerford
Cormac Comerford (* 11. September 1996 in Dublin) ist ein irischer Skirennläufer. Er startet hauptsächlich in den technischen Disziplinen Riesenslalom und Slalom.

## Karriere
Comerford wuchs in Glenageary im Südosten Dublins auf. Er erlernte das Skifahren im Alter von acht Jahren auf einer Kunststoffpiste in Kilternan, einige Kilometer südlich von Dublin. Er gab sein internationales Renndebüt am 21. Januar 2012 bei einem Juniorenrennen in Pila. Sein erstes internationales Großereignis bestritt er etwas mehr als ein Jahr später, beim Europäischen Olympischen Winter-Jugendfestival in Brașov. Dort schied er jedoch wohl im Riesenslalom als auch im Slalom im zweiten Durchgang aus.
Einen ersten Achtungserfolg konnte Comerford bei seinen ersten Weltmeisterschaften im Jahr 2017 erzielen. Bei den Wettkämpfen in St. Moritz belegte er den 49. Platz im Slalom. Diesen konnte er zwei Jahre später bei den darauffolgenden Weltmeisterschaften wiederholen. In Åre belegte er den 42. Platz im Slalom.
Sein bisher bestes Ergebnis bei einem internationalen Großereignis erzielte er 2021 bei den Weltmeisterschaften in Cortina d’Ampezzo. Nach Rang 40 im ersten Durchgang konnte er sich, trotz immer schlechter werdender Piste auf den 23. Rang vorkämpfen.
Im Dezember 2023 wurde bekannt, dass Comerford ein Stipendium der Olympic Federation of Ireland bekommt, um sich noch besser auf den Rennsport fokussieren zu können.

## Privates
Comerford studiert Maschinenbau an der Technological University Dublin.

## Erfolge

### Weltmeisterschaften
- St. Moritz 2017: 49. Slalom, 65. Riesenslalom
- Åre 2019: 42. Slalom, DNF Riesenslalom
- Cortina d’Ampezzo 2021: 23. Slalom, DNQ Riesenslalom
- Courchevel/Méribel 2023: 40. Riesenslalom 46. Slalom
- Saalbach 2025: 54. Riesenslalom, DNF Slalom

### Juniorenweltmeisterschaften
- Hafjell 2015: DNF Riesenslalom, DNF Slalom
- Sotschi 2016: DNF Riesenslalom, DNF Slalom

### Universiade
- Krasnojarsk 2019: 33. Slalom, 43. Riesenslalom

### Europäisches Olympisches Winter-Jugendfestival
- Brașov 2013: DNF Riesenslalom, DNF Slalom

### Weitere Erfolge
- Ein Podestplatz bei einem FIS-Rennen
- Irischer Meister im Riesenslalom (2022, 2023, 2024)
- Irischer Meister im Slalom (2021, 2023)
- Irischer Vizemeister im Riesenslalom (2021)